# Spur der Verwüstung
Spur der Verwüstung (Originaltitel: Path of Destruction) ist ein US-amerikanischer Science-Fiction-Actionfilm aus dem Jahr 2005. Regie führte Stephen Furst, das Drehbuch schrieb Chase Parker.

## Handlung
Das Unternehmen StarkCorp führt im Regierungsauftrag Experimente mit Nanorobotern durch, bis die Finanzmittel dafür gestrichen werden. StarkCorp lagert die verbliebenen Nanoroboter auf einer Bohrinsel in der Nähe von Alaska. Die Reporterin Katherine Stern besucht die Bohrinsel, als ein Unfall die Nanoroboter befreit. Das Unternehmen versucht, sie mit anderen Nanorobotern zu zerstören, was fehlschlägt. Die Maschinen verwüsten einige Gebiete.
Das Unternehmen bezichtigt Stern der Sabotage. Es beauftragt den Wissenschaftler Nathan McCain mit der Ausarbeitung eines Plans zur Zerstörung der Nanoroboter. Währenddessen beabsichtigen die US-Militärs, die Nanoroboter mit einer Nuklearexplosion zu zerstören, um die Ausbreitung auf der Westküste der USA zu verhindern.
Die Maschinen werden mit einem starken elektromagnetischen Impuls vernichtet. Die Bombardierung des Gebiets wird abgesagt. Der Besitzer von StarkCorp, Roy Stark, wird durch eine Bombenexplosion getötet. Stern und McCain kommen sich privat näher.

## Kritiken
Film-Dienst schrieb, der Film sei ein „Katastrophenspektakel mit schwachem Drehbuch, zahllosen Klischees und mäßigen Spezialeffekten“.

## Hintergründe
Der Film wurde in Seattle und in Sofia gedreht. Seine Produktionskosten betrugen schätzungsweise 1,8 Millionen US-Dollar.